# Alfsol
Alfsol eller Alvsol är ett fornnordiskt kvinnonamn som är sammansatt av orden 'alf' (mytologiskt väsen) och 'sol'. I de gamla sägnerna om Sigurd Ring berättas det om en bohuslänsk flicka med namnet Alfsol/Alvsol.
Den 31 december 2014 fanns det totalt 14 kvinnor folkbokförda i Sverige med namnet Alfsol, varav 3 bar det som tilltalsnamn. Det fanns dessutom 5 kvinnor som bar namnet Alvsol, dock inte som tilltalsnamn.
Namnsdag i Sverige: saknas